# Jamesonia cheilanthoides
Jamesonia cheilanthoides là một loài dương xỉ trong họ Pteridaceae. Loài này được Sw. Christenh. mô tả khoa học đầu tiên năm 2011.